# Liste des sites mégalithiques dans la communauté de Madrid
Cette liste non exhaustive recense les principaux sites mégalithiques dans la communauté de Madrid, en Espagne.

## Cartographie
Localisation des principaux sites mégalithiques dans la communauté de Madrid
| : Complexes mégalithiques : Alignements, henges, cromlechs : Dolmens, menhirs, tumulus, cairns |

## Liste
| Site                    | Type   | Commune                    | Notes | Coordonnées                 | Image |
| ----------------------- | ------ | -------------------------- | ----- | --------------------------- | ----- |
| Dolmen de Entretérminos | Dolmen | Collado Villalba           |       | 40° 38′ 37″ N, 4° 01′ 12″ O |       |
| Dolmen de El Rincón     | Dolmen | San Lorenzo de El Escorial |       |                             |       |